# 入野 (黒潮町)
入野（いりの）は、高知県幡多郡黒潮町の大字。2010年10月1日現在の人口は3002人。郵便番号は789-1931。本項ではかつて同区域に存在した入野村（いりのむら）についても記す。

## 地理
黒潮町、旧大方町の中心部にあたる。早咲・浜の宮・入野町・万行・入野本村・錦野・芝の6集落からなる。北東で浮鞭・加持、南西で田野浦・下田の口・御坊畑に接する。北東から南西に国道56号と土佐くろしお鉄道中村線が通過し、土佐入野駅が所在する。土佐湾沿いには土佐西南大規模公園、入野県立自然公園が広がる。北端には八丁山がそびえる。黒潮町役場、高知県立大方高等学校、大方図書館が所在し、地域の中枢機能を備えている。

### 海洋
- 土佐湾

### 山岳
- 八丁山

### 河川
- 加持川

## 歴史
- 幕末 - 幡多郡入野村が存在。「旧高旧領取調帳」の記載によると高知藩領。
- 明治4年7月14日（1871年8月29日） - 廃藩置県により高知県の管轄となる。
- 1889年（明治22年）4月1日 - 町村制の施行により、近世以来の入野村が単独で自治体を形成。
- 1943年（昭和18年）4月29日 - 入野村が田ノ口村・七郷村と合併して大方村が発足。同村大字入野となる。
- 1943年（昭和18年）11月3日 - 大方村が町制施行して大方町となる。
- 2006年（平成18年）3月20日 - 大方町が佐賀町と合併して黒潮町が発足。同町入野となる。

## 交通

### 鉄道
土佐くろしお鉄道
- 中村線
  - 土佐入野駅

### バス
高知西南交通
- 黒潮町各地
  - 中村駅 - 一条通 - 田ノ浦分岐 - 田ノ口橋 - 入野本村 - 入野駅 - 鞭 - 上川口駅通 - 上川口 - 灘 - 佐賀駅
  - 一条通 - 中村駅 - 田ノ浦分岐 - 田ノ口橋 - 入野本村 - 入野駅 - 鞭 - 上川口駅通 - 仲分川 - 伴太郎
  - 中村駅 - 一条通 - 田ノ浦分岐 - 田ノ浦 - 入野本村 - 入野駅
  - 馬荷（福堂） -（橘川）- 田ノ口橋 -（緑野団地集会所）- 入野本村 -（大方中央保育所）/（宅老所）- 入野駅
  - 入野駅 - 鞭 - 湊川（森ノ下）
  - 入野駅 - 鞭 - 上川口 - 灘 - 米原

### 道路
- 国道56号

## 施設
- 黒潮町役場
- 高知県立大方高等学校
- 黒潮町立大方中学校
- 黒潮町立入野小学校
- 大方郵便局
- 土佐西南大規模公園
- 入野県立自然公園
- 大方図書館
- 砂浜美術館
- ネストウエストガーデン土佐
- 大方スケートパーク